# 沟帮子街道
沟帮子街道，是中华人民共和国辽宁省锦州市北镇市下辖的一个街道，位于北镇市南部，地处连接关内外的交通要道上，京哈铁路与沟海铁路在此交汇，102国道和305国道穿镇而过。沟帮子火车站建于1899年，现为三等站，有60列火车经过。

## 行政区划
沟帮子街道下辖以下地区：
西市社区、站前社区、铁南社区、富国社区、中平社区、西河社区、沟帮子村、獾子洞村、西沙河子村、河西村、姚屯村、四方台村、丁家村、河下头村、孙庄村和马家荒村。

## 特产
- 沟帮子熏鸡